# Prise de l'île de France
Guerre de la cinquième coalition
Batailles
Campagne d'Allemagne et d'Autriche
- Sacile
- Teugen-Hausen
- Raszyn
- Abensberg
- Landshut
- Eckmühl
- Ratisbonne
- Neumarkt
- Radzymin (en)
- Caldiero
- Dalmatie
- Ebersberg
- Piave
- Malborghetto
- Linz (en)
- Essling
- Sankt Michael
- Stralsund
- Raab
- Gratz
- Wagram
- Korneuburg
- Stockerau
- Gefrees (en)
- Hollabrunn
- Schöngrabern (en)
- Znaïm
- Ölper

Batailles navales
- Martinique
- Sables-d'Olonne
- Île d'Aix
- Walcheren
- Lissa
- Pelagosa

Campagne de l'île Maurice
- Sainte-Rose
- Saint-Paul
- Île Bonaparte
- Grand Port
- Île de France
- Tamatave

Campagne d'Espagne
Rébellion du Tyrol
La prise de l'île de France est le nom d'une bataille qui se conclut par la perte de l'île de France (actuelle île Maurice) par les Français au profit des Britanniques à la fin de l'année 1810. Faisant suite à la prise de l'île Bonaparte (actuelle île de la Réunion) quelques semaines plus tôt, cette opération longtemps repoussée permit à la Royal Navy de régner en maître sur la route des Indes et l'océan Indien pendant environ un siècle et demi. Pour lui permettre d'aboutir et ne pas connaître à nouveau la défaite, comme ce fut le cas au terme de la bataille de Grand Port, l'assaillant avait mobilisé 25 000 hommes à bord de soixante-dix navires.

## Contexte
L'opération fut le point culminant d'un conflit de deux ans pour l'île et l'île Bourbon voisine entre une escadre britannique dirigée par le commodore Josias Rowley d'un côté et une escadre française dirigée par le capitaine de frégate Jacques Hamelin de l'autre. Hamelin attaqua à plusieurs reprises des convois commerciaux britanniques et Rowley répondit par des attaques amphibies dans les ports français, mais aucun des deux n'avait pris le dessus lorsque Rowley envoya le gros de ses forces à l'assaut du port de Grand Port, en Île de France, en août 1810. Lors de la bataille de Grand Port qui s'ensuivit, l'escadre britannique fut anéantie et Hamelin commença à bloquer Rowley sur l'île Bourbon. Après l'envoi de renforts britanniques, plusieurs combats ont eu lieu entre les unités navales britanniques et françaises. Le 18 septembre, Hamelin fut vaincu et capturé par Rowley. Cela permit à Rowley d'augmenter ses forces au cours des deux mois suivants jusqu'à ce qu'elles soient suffisantes pour une invasion réussie.
Depuis l'installation des premiers comptoirs britanniques en Inde, l'océan Indien était devenu l'une des principales régions commerciales britanniques. Jusqu'au début des guerres de coalition, des marchandises d'une valeur de millions de livres sterling traversaient chaque année les routes commerciales de l'océan, la plupart du temps dans les convois lourdement gardés des navigateurs des Indes orientales. Les Français ont reconnu l'importance économique de ces convois, mais n'ont pas fourni de forces suffisantes pour perturber le commerce indien jusqu'en 1808. Fin 1808, Napoléon décida d'envoyer une puissante escadre de frégates dans l'océan, sous le commandement de Jacques Hamelin, afin de renforcer les forces disponibles sur les bases insulaires de l'île Bonaparte et de l'île de France et de perturber le commerce maritime britannique dans la région. Entre mai 1809 et juillet 1810, Hamelin réussit à arraisonner sept navires de l'East India Company ainsi qu'un grand nombre de petits navires de commerce et de guerre.
En réaction, le vice-amiral Albemarle Bertie, commandant de la base navale britannique du cap de Bonne-Espérance, chargea le commodore Rowley de bloquer les îles françaises et de se préparer à une invasion dès que les forces nécessaires pourraient être libérées. Début juillet 1810, Rowley avait rassemblé suffisamment de troupes sur sa base de Rodriguez pour réussir à conquérir l'île Bourbon. En août, Rowley tenta d'étendre son blocus de l'Île de France en s'emparant de petites îles situées au large des ports principaux. Il espérait ainsi contrôler le passage des navires à travers les récifs coralliens qui entourent l'île. La première opération fut la prise de l'île de la Passe, qui fut sécurisée avec succès le 13 août. Le 20 août, une escadre française, composée du Bellone, de la Minerve, du Victor ainsi que des prisons Windham et Ceylan, força l'entrée du port. Afin d'éviter une supériorité numérique française, le capitaine Samuel Pym fut chargé d'attaquer avec ses quatre frégates les navires français ancrés dans la baie. Le combat qui s'ensuivit se solda par une défaite pour les Britanniques, deux des frégates s'étant échouées et deux autres ayant été capturées.
Après avoir appris la défaite, Rowley a envoyé un message aux bases britanniques de Madras et du Cap, demandant d'urgence des renforts. Il reçut en outre le soutien de Robert Corbett qui, avec les deux navires Africaine et Ceylon, apprit la situation à Rodriguez. A leur arrivée à la Réunion le 12 septembre, les deux frégates furent arraisonnées par l'escadre de blocus d'Hamelin. Les deux navires ont pu être récupérés quelques heures après leur perte. Le 18 septembre, Hamelin et son navire amiral, le Vénus, ont finalement pu être capturés par les Britanniques. La capture d'Hamelin fut un coup dur pour l'escadre d'Île de France, qui dut en outre faire face à des problèmes de ravitaillement.,. 

## Prélude
Du côté britannique, la raison de l'invasion était la défaite de Grand Port, mais en réalité, la conquête de l'île était déjà envisagée depuis 1809. L'action militaire avait été soigneusement planifiée tant au niveau stratégique par Bertie au Cap et Lord Minto à Madras qu'au niveau tactique par Rowley et son collègue de l'armée britannique, le lieutenant-colonel Henry Keating sur Rodriguez. Les navires de transport et les soldats devaient venir des garnisons indiennes de Madras, Bombay et Calcutta et être dirigés par le général John Abercromby, tandis que les forces navales devaient être mises à disposition pour protéger et soutenir les troupes d'invasion depuis le Cap de Bonne Espérance. Le choix s'est porté sur Grand Baie, sur la côte nord-ouest, à environ 19 km au nord de Port-Louis, la capitale de l'île, où une troupe d'élite de 1.555 hommes devait être mise sur pied, composée des compagnies de grenadiers et des compagnies légères des régiments ayant participé à l'invasion. Cette avant-garde devait se précipiter à terre et avancer rapidement vers la capitale, étroitement soutenue par une brigade de marine et des unités des Royal Marines, suivie par le gros de l'armée avec 5.293 soldats. L'ensemble de la troupe devait recevoir une aide logistique et un soutien d'artillerie de la part de navires de la Royal Navy qui devaient suivre l'avancée le long de la côte. L'armée avait pour mission de prendre Port Louis et de capturer le gouverneur Charles Decaen, ce qui - espérait-on - suffirait à forcer la reddition de l'île entière. 
Après avoir attendu en vain jusqu'au 4 septembre des navires de transport pour ses troupes, Bertie décida de partir seul avec Philip Beaver, arrivé d'Angleterre le 23 août. Arrivé le 2 octobre, il prit le commandement de l'escadre qui, à partir du 19 octobre, bloqua les frégates françaises dans le port de Port-Louis. Jusqu'au 6 novembre, les troupes de Bombay et de Madras arrivèrent. Comme aucun autre navire de transport n'arrivait jusqu'au 21 novembre, Bertie décida de commencer le débarquement. Le commandement du débarquement fut confié à Beaver. Keating reçut le commandement de l'avant-garde des forces terrestres, tandis que le capitaine William Augustus Montagu commandait la brigade navale et Abercromby avait la responsabilité générale. Rowley resta en mer avec le Boadicea, tout comme Bertie qui prit l'Africaine comme navire amiral. 
La réponse française à la menace d'invasion britannique fut la mobilisation des 10.000 hommes de la milice de l'île. Malgré son grand nombre, cette troupe n'était pas entraînée, mal armée et peu motivée. Decaen lui-même s'est rendu compte qu'ils ne seraient pas fiables en cas d'attaque par des soldats réguliers britanniques. Il renforça également ses forces en essayant de recruter des volontaires parmi les centaines de prisonniers de guerre détenus dans les prisons de l'île (l'une des principales causes de la pénurie alimentaire en Île de France). Plus de 500 volontaires acceptèrent de rejoindre son armée, pour la plupart des Irlandais auxquels il promit l'aide de la France pour obtenir l'indépendance de l'Irlande vis-à-vis de la Grande-Bretagne. Au total, Decaen put réunir 1.300 soldats réguliers pour défendre la capitale, qu'il plaça sous le commandement du général Edmé-Martin Vandermaesen,,.

## Invasion
Le 22 novembre 1810, toutes les troupes et tous les navires britanniques étaient rassemblés et Bertie ordonna à l'escadre de se réunir devant Grand Baie, qui fut atteinte tôt le 29 novembre malgré des vents contraires. L'avant-garde débarqua sans rencontrer de résistance et à 21 heures, les Royal Marines ainsi que l'ensemble de l'avant-garde étaient à terre. Keating prit le commandement de l'avant-garde et avança vers Fort Malartic, la garnison se retirant devant ses troupes et faisant sauter le fort en le quittant. Le matin du 30 novembre, Keating a progressé vers le sud jusqu'à la rivière Tombeau. Là, ses troupes ont livré des combats avec les défenseurs français de l'autre côté de la rivière, au cours desquels Decaen lui-même a été légèrement blessé par une balle de mousquet. Le pont sur la rivière avait été tenu par une troupe de miliciens, qui s'était toutefois retirée avant l'avancée britannique et n'avait pas réussi à le faire sauter, permettant ainsi à Keating de le traverser rapidement et de menacer Port-Louis. A Grand Baie, le reste des forces d'invasion avait débarqué à midi, Abercromby lui-même étant resté en mer pour suivre l'avancée depuis la côte. .
Le général Decaen chargea Vandermaesen d'occuper avec ses 1.300 hommes une position forte au pied de la Montague Longue. Le 1er décembre, le général Abercromby avança à l'aube. L'artillerie subit alors de lourdes pertes dues aux tirs français. Les Britanniques avaient maintenant atteint un terrain ouvert et marchaient directement sur Vandermaesen. Le général français les laissa s'approcher à quelques mètres, où ils furent accueillis par des salves de mousquet et repoussés. Abercromby a ensuite divisé ses troupes afin d'encercler les flancs des Français. Vandermaesen, qui craignait d'être coupé, se retira lentement vers Port Loius sous la pression continue des Britanniques. Abercromby s'arrêta et plaça sa gauche à Montagne Longue, une colline qui s'élève à pic de la plaine à environ 4 km au nord-est de la ville, et plaça un bataillon au sommet.
Decaen et Vandermaesen préparent une contre-attaque pour le lendemain. Peu après, Decaen apprit que les Britanniques étaient entrés dans Moka en venant de la Montagne Longue et qu'ils se dirigeaient vers la capitale par le sud. Il s'avéra plus tard qu'il s'agissait de troupes françaises venant d'une zone située à l'intérieur du pays. Lorsque Decaen apprit, le 2 décembre au matin, que d'autres renforts britanniques étaient arrivés à Petite Rivière, il demanda un armistice afin de discuter des conditions d'une reddition. A 22 heures, les deux parties se sont rencontrées et, à la condition que les soldats et les marins français soient renvoyés en France, Deacon a finalement capitulé. Bien que certains au sein des forces armées britanniques aient été mécontents des conditions de la reddition, les commandants britanniques étaient soulagés que l'invasion soit terminée avant le début de la saison des cyclones à la fin du mois. Alors que le nombre de soldats britanniques tués au cours des deux jours de combats s'élevait à environ 28, deux à trois fois plus étaient morts pendant le transport vers l'île. Quatre-vingt-quatorze autres avaient été blessés et 45 étaient portés disparus. Le nombre de victimes françaises n'est pas connu
.

## Conséquences
La conquête de l'Île de France a marqué la fin des territoires français d'outre-mer dans l'océan Indien. Sous la domination britannique, l'île retrouva son nom d'origine, Maurice. Le gouverneur de l'Île Bourbon Robert Townsend Farquhar prit le contrôle administratif de l'île. En outre, les Britanniques purent s'emparer des frégates Manche, Astrée, Bellone, Minerve, Iphigénie, Néréide ainsi que de la corvette Victor, et du brick Entreprenant en tant que prisons. L'île Maurice resta aux mains des Britanniques après la fin de la guerre en 1814 et fit partie du Commonwealth britannique après avoir obtenu son indépendance en 1968.